# Una storia da raccontare
Una storia da raccontare è il 20º album in studio dei Nomadi, pubblicato nel 1998.

## Il disco
È il primo album con Massimo Vecchi al basso e alla voce, in sostituzione di Elisa Minari e di Francesco Gualerzi. Il tema principale della title track Una storia da raccontare è la pena di morte, contro la quale il gruppo si è sempre schierato.
Il "trentaduesimo parallelo" citato nell'omonima canzone è quello che attraversa la Palestina.

## Tracce
1. Una storia da raccontare – 3:19 (Giuseppe Carletti, Pompilio Turtoro)
2. Anni di frontiera – 4:12 (Giuseppe Carletti, Danilo Sacco, Marco Petrucci, Angel Gentili)
3. Ti lascio una parola (Goodbye) – 4:30 (Giuseppe Carletti, Diego Pigozzo, Ruggero Robini)
4. Il profumo del mare – 5:58 (Giuseppe Carletti, Antonio Valente, Giuseppe Tropeano)
5. Canto alla luna – 5:23 (Giuseppe Carletti, Edi Toffoli)
6. Tempo che se ne va – 3:51 (Giuseppe Carletti, Moreno Dapit)
7. Le leggende di un popolo – 4:53 (Giuseppe Carletti, Antonio Valente, Giuseppe Tropeano)
8. Mediterraneo – 4:44 (Giuseppe Carletti, Marco Petrucci)
9. 32º parallelo – 3:48 (Giuseppe Carletti, Marco Petrucci)
10. Buonanotte ai sognatori – 5:18 (Giuseppe Carletti, Turtolo Pompilio)

## Formazione
Gruppo
- Danilo Sacco – voce, chitarra
- Beppe Carletti – tastiere
- Cico Falzone – chitarra
- Daniele Campani – batteria
- Massimo Vecchi – basso, voce
- Andrea Pozzoli – Polistrumentista